# George Schroth
Pour les articles homonymes, voir Schroth.
George Edward Schroth, né le 31 décembre 1899 à Sacramento et mort le 26 janvier 1989 à Los Molinos (Californie), est un joueur de water-polo américain. 

## Biographie
George Schroth fait partie de l'équipe des États-Unis de water-polo masculin médaillée de bronze aux Jeux olympiques d'été de 1924 à Paris.
Il a été l'époux de la nageuse Frances Schroth.